# Пушин, Николай Антонович
Николай Антонович Пушин (7 февраля [19 февраля] 1875, Саратов — 23 октября 1947, Белград) — русский химик и технолог, профессор (1909), первым получил электролитическим способом алюминий из русского сырья.

## Биография
Родился в 1875 году в Саратове.
Окончил физико-математический факультет Санкт-Петербургского университета (1898), по приглашению Н. С. Курнакова начал педагогическую и научную деятельность в ЭТИ. В 1906 году по инициативе профессора А. А. Кракау при деятельном участии Н. А. Пушина было образовано электрохимическое отделение ЭТИ, существовавшее до 1930 года.
В 1900-1904 годах опубликовал работы по диаграммам состояния металлических систем, за которые Русское физико-химическое общество присудило ему премию им. Н. Н. Бекетова. Установил воздействие больших давлений на равновесие в бинарных системах.
В 1909 году защитил в Московском университете диссертацию на степень магистра химии.
С 1909 году — профессор ЭТИ. Преподавал неорганическую и физическую химию, теоретическую и прикладную электрохимию. В 1909-1914 годах занимался исследованиями  по получению алюминия электролизом расплавов. В 1913 году впервые получил 0,4 кг алюминия из русского сырья. За эту работу был награждён премией имени П. А. Ильенкова. Был членом Совета ЭТИ (1909-1918) и редактором институтского «Вестника химического общества» (1911—1918).
Во время Первой мировой войны активно участвовал в выполнении работ военного характера, в частности, в организации производства оптического стекла, хлора и его производных. Среди статей, написанных Пушиным: «Боевые отравляющие газы», «Химическая война и мирное население в период первой мировой войны». За научные заслуги и работы в военной сфере был удостоен золотых часов с сапфирами и нескольких орденов.
В связи с тяжёлой болезнью Н. А. Пушин в 1918 году выехал в Крым, в Ялту. В 1919 году был избран профессором на кафедре неорганической химии в Политехническом институте во Владикавказе. В 1920 году эмигрировал в Югославию.
В 1920—1921 годах — профессор технического факультета Белградского университета. С 1921 по 1928 год — профессор по контракту в Загребском университете, а с 1928 года — вновь в Белградском.
В 1947 году избран членом-корреспондентом Сербской академии наук. Возглавлял редколлегию Журнала сербского химического общества.
Автор 56 публикаций на немецком, английском, сербскохорватском и русском языках.
Учениками Н. А. Пушина были И. В. Гребенщиков, М. С. Максименко, П. Ф. Антипин, Л. С. Лилич.
Похоронен на Новом кладбище в Белграде 

## Премии

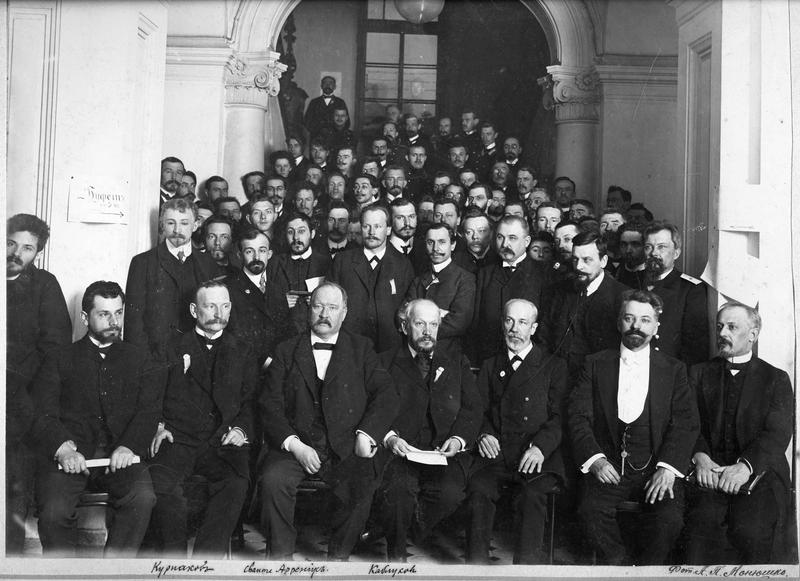
I Менделеевский съезд (1-й ряд): Н. А. Пушин, Н. С. Курнаков, Сванте Аррениус, И. А. Каблуков, А. А. Кракау, П. Д. Войнаровский, А. А. Яковлев. Электротехнический институт. С.-Петербург. 1907

- В 1904 награждён премией им. Н. Н. Бекетова — за исследования электродвижущей силы сплавов меди и никеля с сурьмой, никеля с оловом и сплавов ртути;
- В 1914 удостоен премии имени П. А. Ильенкова — за исследование «О получении алюминия из русских минералов».

## Награды
- Орден Святого Станислава 3-й ст.;
- Орден Святой Анны 3-й ст.;
- Орден Святой Анны 2-й ст.;
- Орден Святого Владимира 4-й ст.;
- Золотые часы с сапфирами.

## Основные труды
- Пушин Н. А. О сплавах ртути. С-Пб., 1902.
- Пушин Н. А., Гребенщиков И. В. О влиянии давления на равновесие в бинарных системах // Изв. электротехнического института императора Александра III. Вып. VI (Юбилейный) 1886-1911. С-Пб., 1912. С. 395-418.
- Курнаков Н. С., Пушин Н. А. О сплавах свинца с таллием и индием // Журнал Русского физ.-хим. об-ва. Часть химическая. Т.38, вып.7. С-Пб., 1906. С.1146-1167.
- Труды Н. А. Пушина в электронной библиотеке "Научное наследие России"